# Heinz Lehner
Heinz Lehner (* 19. Mai 1950 in Wien) ist ein österreichischer Politiker (SPÖ). Lehner war von 1994 bis 2014 Bezirksvorsteher des 21. Wiener Gemeindebezirks Floridsdorf.
Lehner maturierte 1969 an einer Höheren Technischen Lehranstalt, Fachrichtung Nachrichten- und Hochfrequenztechnik und trat im selben Jahr in den Dienst der Österreichischen Bundesbahnen, wo er die Dienstprüfung zum Fahrdienstleiter ablegte. 1971 absolvierte er zudem eine Ausbildung zum technischen Fachbeamten und war von 1971 bis 1990 Lehrer in den Zentralschulen der ÖBB, wobei er bei der Ausbildung von Fahrdienstleitern und Nachwuchstechnikern mitwirkte. Zudem war er von 1972 bis 1990 in der Planung und Führung des Betriebes der Autobahnfernmeldeanlagen, mit verschiedenen zentralen Aufgaben in der Generaldirektion der Österreichischen Bundesbahnen (Bau- und Elektrotechnischer Dienst) betraut.
Lehner war ab 1983 Bezirksrat in Floridsdorf und wurde 1990 Bezirkssekretär der SPÖ-Floridsdorf. Am 6. März 1991 übernahm Lehner das Amt des Bezirksvorsteher-Stellvertreters in Floridsdorf, am 2. Februar 1994 wurde er zum Bezirksvorsteher gewählt, der er bis zu seiner Ablöse durch Georg Papai im März 2014 war. Seit März 2009 ist Lehner zudem stellvertretender Klubvorsitzender des SPÖ Rathausklubs.
Lehner ist seit 2015 verwitwet und hat einen Sohn.